# ロボス・デ・ラ・BUAP
クルブ・デ・フトボル・ロボス・デ・ラ・ベネメリタ・ウニベルシダ・アウトノマ・デ・プエブラ（スペイン語: Club de Fútbol Lobos de la Benemérita Universidad Autónoma de Puebla）、通称ロボス・デ・ラ・BUAP（スペイン語: Lobos de la BUAP）はメキシコ・プエブラに本拠地を置いているサッカークラブである。プエブラ栄誉州立自治大学（Benemérita Universidad Autónoma de Puebla、略称はBUAP）を設立母体としている。

## 歴代所属選手
- クアウテモク・ブランコ 2013-2014
- アルベルト・キンテロ・メディナ 2013-2014, 2015-2016
- リカルド・アウベス・ペレイラ 2016-2017
- エマヌエル・エレーラ 2017
- ルイス・アドビンクラ 2017-2018
- アルレイ・ロドリゲス 2018
- マイケル・オロスコ 2018-2019

## タイトル

### 国内タイトル
- アセンソMX: (1回)

クラウスーラ2017
- セグンダ・ディビシオン・プロフェシオナル: (1回)

アペルトゥーラ2003

### 国際タイトル
なし